# Maxwell Powers
Maxwell Powers (nacido el 27 de diciembre de 1983) es un actor de voz bilingüe americano/japonés conocido por su trabajo como Kabaneri en Iron Fortress Shinkansen Henkei Robo Shinkalion, Pokémon, y Ultraman Trigger: New Generation Tiga.  Powers es también conocido por ser el presentador del programa educacional de la NHK VocabRider (2016 - presente) y del programa de la NHK World Japan's Catch Japan. Más recientemente, Powers fue el presentador de la ceremonia de clausura en las Paraolimpiadas del 2020.

## Primeros años
Powers comenzó a estudiar japonés durante sus años de adolescencia. Fue galardonado con la beca del ministerio japonés de educación, cultura, deporte, ciencia y tecnología en la universidad japonesa en 2003. Comenzó su carrera profesional como traductor de anime y manga. En 2006, Powers fue contratado para supervisar a un narrador durante un proyecto de grabación, pero acabó siendo elegido por el propio director como el narrador oficial. Después de finalizar la grabación, el director le persuadió para que formara una carrera profesional como actor de voz.

## Carrera
Powers comenzó su carrera en el programa de televisión de NHK Kiso Eigo como presentador desde 2007 hasta 2014.
En 2016, fue seleccionado como el presentador principal del programa educacional de televisión, radio y aplicación de Smartphone VocabRider. En colaboración con Wakana Aoi, Minami Hamabe, Hiyori Sakurada, Powers fue el responsable de hacer las explicaciones sobre la lengua inglesa en japonés. Mientras tanto, colaboró como reportero en la el programa de la NHK World Catch Japan.
Como actor de doblaje ha sido conocido principalmente por su trabajo en japonés para anime y videojuegos. Powers fue la voz del personaje Suzuki para la serie de televisión, videojuego y película de Kabaneri of the Iron Fortress(2016) Y más tarde como la voz del comentarista durante la película de Kuroko's Basketball The Movie: Last Game (2017). Powers trabaja actualmente como el personaje recurrente Rotom Drone en la serie de televisión Pokémon, Sergeant Verde Buster Gundam en SD Gundam Heroes(2021), y Genbu en la serie de anime Shinkansen Henkei Robo Shinkalion Shinkalion(2018), Shinkalion Z(2021) y  Shinkalion the Movie(2019).
Es el actor de voz de Ultraman Max y Ultraman Mebius en Ultraman Ultra Galaxy Fight The Absolute Conspiracy (2020), y la voz del sistema de transformación en la serie de televisión Ultraman Trigger New Generation Tiga(2021).
Powers también ha trabajado como presentador en varios torneos de la MMA desde 2009 incluyendo World Victory Road's Sengoku Raiden Championship (SRC) y Aniplex Online Fest.
En 2021, Powers se unió al casting original de la serie de Amazon Prime Video llamada The Benza en el papel de Max.